# 2025년 파할감 테러
2025년 파할감 테러는 2025년 4월 22일 인도가 실효통치하는 잠무 카슈미르 파할감(Pahalgam) 마을 인근의 바이사란 계곡에서 일어난 테러 공격 사건이다. 유엔 지정 테러조직인 라슈카레 타이바(Lashkar-e-Taiba)의 하부 조직인 저항 전선(The Resistance Front)이 배후를 자처했다. 이들은 카슈미르 계곡 지역으로의 힌두교도 인구 유입에 대한 저항을 목적으로 한 것으로 추정된다.
이 공격으로 26명이 사망하고 20명 이상이 부상을 입었는데, 2008년 뭄바이 테러 이래 인도에서 일어난 가장 피해자가 많은 테러 사건이다. 사건 이후 인도와 파키스탄 사이에 지속적인 외교 충돌 사태가 발생하였고, 인도-파키스탄 국경 지대에서 폭력적인 충돌 사건도 일어났다.

## 배경

### 카슈미르 분란
인도와 파키스탄 최북단에 위치한 잠무 카슈미르는 1947년 영국으로부터 독립한 이래 영유권 분쟁을 겪고 있으며, 인도는 동쪽의 카슈미르 계곡과 잠무 지역을, 파키스탄은 카슈미르 서쪽 지역을 실질적으로 지배하고 있다. 테러가 발생한 인도령 카슈미르는 이슬람교를 믿는 주민이 다수를 차지하고 있으며, 파키스탄에 편입되거나 독립국이 되어야 한다는 요구로서 여러 무장단체가 활동하고 있는데 이를 잠무 카슈미르 분란이라고 부른다.
1980년대 말 인도령 카슈미르에서 이슬람 무장 반란이 발생하여 현지 힌두교도에 대한 이주 조치가 이루어졌다. 2019년 8월 인도 정부는 잠무 카슈미르주의 특별지위를 철회하고, 잠무 카슈미르와 라다크의 두 연방 직할지로 분할하였다. 이러한 정책변화에 따라 지방당국은 카슈미르 외부 주민들에게 거주자격을 확대 부여할 수 있게 되었고, 이를 통해 이전에는 접근할 수 없었던 지역에서 토지를 구매하고 일자리를 얻을 수 있도록 허가하였다.

### 저항전선
이번 사건의 배후를 자처한 저항전선 (TRF)은 잠무 카슈미르 분란에 개입하는 무장단체로서, 인도에서는 테러 조직으로 지정되어 있다. 이 단체는 카슈미르 지역의 힌두교도와 공무원, 관광객 등 이슬람교 외 소수종교를 믿는 사람들을 습격하고 살해한 전력이 있으며, 현지 경찰을 포함한 인도 치안군에 대한 공격도 저지른 것으로 알려져 있다.
인도 정부는 TRF가 유엔이 지정한 테러 집단인 라슈카레 타이바가 설립하였으며 그 분파에 해당된다고 밝혔다. 2019년 잠무 카슈미르 지역에 대한 특별지위가 폐지된 것을 계기로, 라슈카레 타이바와 히즈불 무자히딘의 간부가 결성하였으며, 비종교적 명칭과 상징을 차용하여 세속적 이미지를 담고 있지만, 카슈미르 주민을 표적으로 삼아 살해하는 활동을 벌여 왔다.

## 사건 발생
2025년 4월 22일 인도 잠무 카슈미르 아난트나그구 (Anatnag district) 파할감 (Pahalgam) 마을에서 약 7km 떨어진 바이사란 계곡의 초원지대에서 테러가 벌어졌다. 이 지역은 사방이 울창한 소나무 숲으로 둘러싸여 있으며, 도보나 승마로만 접근할 수 있음에도 관광객들에게 인기 있는 명소였다. 이 때문에 인도 치안군의 보호를 크게 받지 않는 지역이었다. 테러범은 총기로 무장한 남성 다섯 명으로, M4 카빈과 AK-47 총기를 휴대하고 군복 스타일의 옷차림을 하고 있었다.
보도에 따르면 테러범들은 총격을 가하기 전에 희생자들의 이름과 종교를 물었다. 당시 현장에 있던 관광객들은 무장세력이 무슨 종교를 믿는지를 구별하기 위해 이슬람교의 기도문인 칼리마 (Kalima)를 암송해 보라고 요구했다고 증언했다. 여기에 근거리에서 총격을 당하기 전에 할례를 받았는지도 확인하기 위해 바지를 벗으라는 요구를 하였으며, 테러 현장을 담은 영상에는 부상당한 피해자들이 도움을 호소하고 시체가 땅에 흩어져 있는 모습이 담겼다. 테러 당시 관광객용 조랑말을 다루던 사이드 아딜 후세인 샤 (Syed Adil Hussain Shah) 손님들을 보호하고 테러범 중 한명에게서 총을 빼앗으려다 총격으로 사망했다. 생존자들의 증언에 따르면 테러범은 한 여성을 살려주면서 나렌드라 모디 인도 총리에게 가서 공포를 전하라 했다고 알려졌다.
이 테러로 총 26명이 사망하고 20명이 부상당했다. 희생자 대다수는 남성으로, 23명은 인도 각지에서 온 관광객들로서 출신지역은 아루나찰프라데시주, 카르나타카주, 케랄라주, 마하라슈트라주, 오디샤주, 구자라트주, 하리아나주, 타밀나두주, 우타르프라데시주, 서벵골주 등이다. 나머지 희생자 가운데 1명은 잠무 카슈마르 현지인, 2명은 네팔과 아랍에미리트 출신으로 조사됐다. 사망자 가운데 인도 정부 관계자도 3명이 있었으며 각각 인도 공군과 인도 해군 장교, 인도 정보국 임원으로 알려졌다.
사건 직후 저항전선은 SNS를 통해 자신들의 소행임을 자처하였다. 저항전선은 8만 5000명이 넘는 외지인이 카슈미르 지역으로 들어와 정착한 것에 불만을 드러내며, "결과적으로 폭력은 불법 정착을 시도하는 이들을 향할 것"이라는 경고를 남겼다.

## 반응
사건 당일 사우디아라비아를 방문 중이었던 나렌드라 모디 인도 총리는 "테러에 맞서 싸우겠다는 우리의 결의는 흔들리지 않는다"며 단호한 입장을 보였다. 또 4월 24일에는 테러범을 "지구 끝에 있더라도" 반드시 찾아낼 것이라며 응징의 의지를 표했다. 같은 날 잠무 카슈미르 경찰청은 테러공격의 연루 혐의를 받는 무장세력의 이름을 공개하고 포상금을 발표하였다.
2025년 4월 24일 대한민국의 한덕수 대통령 권한대행 국무총리는 나렌드라 모디 인도 총리에게 테러 공격으로 인한 피해를 위로하는 전문을 보내며, "테러는 어떠한 경우에도 정당화될 수 없는 반문명적, 반인륜적 범죄 행위"라 밝혔다. 대한민국 외교부도 24일 대변인 논평을 통해 테러 공격으로 다수의 사상자가 발생한 데 대해 깊은 우려를 표한다고 밝혔다.

### 인도-파키스탄 외교 분쟁
인도 측은 테러범 가운데 2명이 파키스탄인이며, 테러 사건의 배후로 파키스탄이 개입되어 있다고 주장하였다. 파키스탄 정부는 이번 테러 공격에서 어떠한 역할도 하지 않았음을 부인하였다. 카와자 아시프 파키스탄 국방부장관은 "공격 주체는 인도 내 자생적 반군"이라며 "힌두 민족주의 정부가 소수종교인을 착취하고 살해한 결과"라는 입장을 밝혔다.
4월 24일 인도 정부는 1960년에 체결된 '인더스강 조약'을 즉각 중단한다고 밝혔다. 이로써 파키스탄의 인더스강 지류 사용권 중단, 양국 간 육상 국경 검문소 폐쇄, 파키스탄인의 인도 입국시 남아시아지역협력연합 (SAARC) 비자 면제 중단 및 48시간 내 출국 명령 등이 동시에 이루어지게 되었다. 추가로 인도 주재 파키스탄 공관의 국방 담당관에 대해 페르소나 논 그라타 (외교관의 입국, 재류 금지)로 지정하여 일주일 내 출국을 권고하였고, 반대로 파키스탄 내 인도 국방 담당관을 철수키로 하였다.
인도의 외교적 조치에 대해 파키스탄 역시 그에 상응하는 보복 조치로 대응하였다. 파키스탄 총리실은 국가안보위원회를 소집한 뒤 국경 폐쇄, 무역 중단, 인도 항공사에 대한 영공 폐쇄 등의 보복 조치로 대응하며, "물 공급을 방해하려는 모든 노력을 전쟁 행위로 간주하겠다"고 밝혔다. 셰바즈 샤리프 총리는 "파키스탄의 주권과 국민안보에 대한 위협은 전 영역에서 확고한 상호조치로 대응하겠다"고 밝혔다.

## 영향

### 신두르 작전
2025년 5월 7일 인도가 이 테러에 대한 보복으로 파키스탄에 미사일 공습을 가하는 신두르 작전을 펼쳤다. 이로인해 파키스탄 군인 70명 이상, 파키스탄 민간인 26명 이상, 인도 민간인 11명이 사망하였다.

## 사진

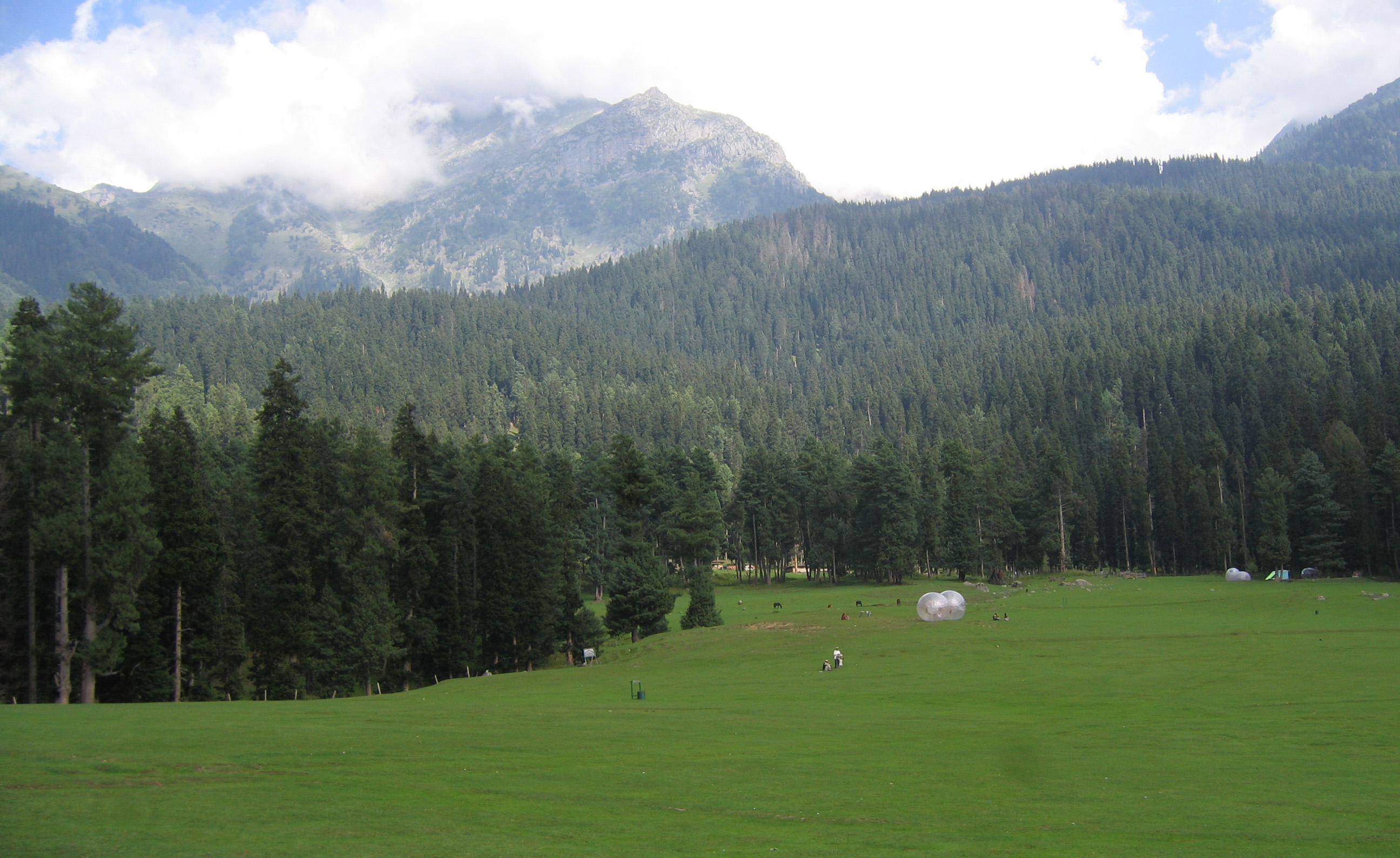
바이사란계곡에서 공격이 발생한 장소

## 같이 보기
- 카슈미르 분쟁
- 인도-파키스탄 관계
- 라슈카레 타이바
- 신두르 작전